# Massimo Liberati
Massimo Liberati (Roma, 10 maggio 1961) è un ex kickboxer italiano, specialista nel Full Contact. Campione del mondo nei pesi welter sotto le sigle W.A.K.O. (World Association of Kickboxing Organizations), IKI, PKO, ISKA, KICK dal 1985 al 2001, è considerato uno dei maggiori campioni di sempre della Kickboxing italiana e mondiale.

## Biografia
Atleta esplosivo ed esperto sul ring, dotato di una ottima tattica e di un bagaglio tecnico impressionante, Liberati rappresenta per molti versi l'essenza pura del Full Contact.
Nato e cresciuto sportivamente a Roma, Studia il Kung fu col maestro e attore John Armstead, fino ad arrivare alla cintura nera. Nel 1975, presso la stessa palestra, comincia ad allenarsi nell'American Full contact karate, (detto karate contact, poi confluito nella kickboxing nel 1980) . Inizia dunque una promettente carriera dilettantistica con il nuovo team romano: Nel 1978 partecipa alla 2ª Italia Cup a Milano, vincendo in una finale spettacolare contro Roberto Fragale, e dal 1979 al 1981 è campione italiano W.A.K.O. Nel 1982 fonda la New Contact 82 come allenatore e atleta, assieme al fratello Paolo Liberati e al collega Mario Carella; e nel 1984 vince il campionato europeo dilettanti a Graz. Diventato professionista, nel 1985 agguanta il titolo italiano, titolo europeo e poi diventa campione del mondo. Insieme a Giorgio Perreca, e ad altri atleti azzurri, negli anni '80 e '90 si rende protagonista di vittorie memorabili in diversi campionati internazionali, sotto la Federazione Italiana Arti Marziali (F.I.A.M.) -poi nel 2000 diventata Federazione Italiana di kickboxing e Discipline Associate (FIKeDA). Difenderà il titolo mondiale W.A.K.O. ben 23 volte, restando campione del mondo di Full Contact fino al 2001, quando a 40 anni si ritira come atleta dalla World Association of Kickboxing Organizations per raggiunto limite massimo di età .
Oggi è direttore tecnico nazionale per il Full Contact, nonché responsabile regionale per il Lazio della nuova Federazione Italiana Kickboxing Muay Thai Savate Shoot Boxe (F.I.K.B.M.S.). Allena a Roma, ed è coach di molti atleti di spicco della kickboxing italiana e internazionale, nonché organizzatore di numerosi eventi sportivi di portata mondiale.

## La carriera
- Dilettanti:
  -     - Campione italiano (1978 - 1979 - 1980)
    - Campione d'Europa (1984)
- Professionisti:
  - 116 incontri (110 vittorie)
    - Campione italiano welter (1985)
    - Campione d'Europa welter (1985)
    - Campione del Mondo welter (dal 1985 al 2001)